# Wright Mons
Il Wright Mons è una struttura geologica della superficie di Plutone.